# Omri Glazer
Omri Glazer - em hebraico, עומרי גלזר (Tel Aviv, 11 de março de 1947) é um futebolista israelense que atua como goleiro. Atualmente defende o Estrela Vermelha e a Seleção Israelense.

## Carreira
Revelado pelo Maccabi Tel Aviv e também com passagem pela base do Hapoel Ra'anana, Glazer estreou profisionalmente na última rodada do Campeonato Israelense de 2014–15, na derrota por 4 a 2 frente ao Hapoel Petah Tikva. Em junho de 2016, assinou com o Maccabi Haifa para ser reserva de Ohad Levita, mas com a lesão deste último, assumiu a titularidade. Com a volta de Levita ao gol do Maccabi Haifa, Glazer foi emprestado ao Sektzia Ness Ziona, onde atuou 33 vezes em 2019–20. De volta aos Verdes, foi campeão nacional na temporada seguinte.
Em junho de 2021, foi contratado pelo Hapoel Be'er Sheva, assinando por 3 anos. Com a camisa dos Vermelhos do Sul, venceu a Copa do Estado de Israel de 2021–22 e a Supercopa de 2022, além de ter sido eleito o melhor goleiro da primeira divisão israelense por duas temporadas.
Após 66 partidas pelo Hapoel Be'er Sheva, Glazer assinou com o Estrela Vermelha em junho de 2023. Em setembro do mesmo ano, quando a equipe de Belgrado enfrentou o  Manchester City pela Liga dos Campeões, não evitou a derrota por 3 a 1, mas entrou para a história da competição ao fazer 13 defesas (maior número já obtido por um goleiro em uma única partida), impedindo uma goleada dos Citizens
.

## Carreira internacional
Pela Seleção Israelense, Glazer atuou pelas categorias Sub-18 e Sub-19 antes de fazer sua estreia em setembro de 2017, na derrota por 1 a 0 para a Macedônia do Norte, pelas eliminatórias da Copa de 2018.

## Vida pessoal
Nascido e criado em Tel Aviv, Glazer é de uma família asquenaz e também possui passaporte da Romênia, onde seus ancestrais possuem origens.

## Títulos
Maccabi Haifa
- Campeonato Israelense: 2020–21

Hapoel Be'er Sheva
- Copa do Estado de Israel: 2021–22
- Supercopa de Israel: 2022

Estrela Vermelha
- Superliga Sérvia: 2023–24
- Copa da Sérvia: 2023–24

### Individuais
- Melhor goleiro do Campeonato Israelense: 2021–22,[10] 2022–23[11]